# Camarles
Camarles és un municipi de Catalunya pertanyent a la comarca del Baix Ebre, situat a l'est de la capital comarcal, Tortosa, a la zona de contacte amb la plataforma deltaica, on es cultiva i es recull anualment més de 45 milions de quilos d'arròs, regat pel canal esquerre de l'Ebre.
És també municipi de considerable antiguitat, del qual s'han trobat restes arqueològiques, des dels romans, passant pels musulmans, inclús un poblat ibèric, del qual s'han trobat més de 50 encensers de terra cuita amb la representació de la deessa femenina Tanit.
Forma part de l'Associació de Municipis per la Independència

## Geografia
- Llista de topònims de Camarles (Orografia: muntanyes, serres, collades, indrets..; hidrografia: rius, fonts...; edificis: cases, masies, esglésies, etc).

## Entitats de població
Dos dels nuclis duen el nom de lligallo: el Lligallo del Roig i el Lligallo del Gànguil
| Entitat de població     | Habitants (2024) |
| Camarles                | 2.490            |
| el Lligallo del Gànguil | 772              |
| el Lligallo del Roig    | 166              |
| Font: Idescat           |                  |

## Demografia
| 1920 | 1930 | 1940 | 1950 | 1960 | 1970 | 1981  | 1990  | 1992  | 1994  |
| ---- | ---- | ---- | ---- | ---- | ---- | ----- | ----- | ----- | ----- |
| -    | -    | -    | -    | -    | -    | 2.821 | 2.915 | 2.865 | 2.865 |

| 1996  | 1998  | 2000  | 2002  | 2004  | 2006  | 2008  | 2010  | 2012  | 2014  |
| ----- | ----- | ----- | ----- | ----- | ----- | ----- | ----- | ----- | ----- |
| 2.953 | 2.944 | 2.887 | 2.975 | 3.101 | 3.371 | 3.641 | 3.410 | 3.609 | 3.514 |

| 2016  | 2018  | 2020  | 2022  | 2024  | 2026 | 2028 | 2030 | 2032 | 2034 |
| ----- | ----- | ----- | ----- | ----- | ---- | ---- | ---- | ---- | ---- |
| 3.349 | 3.278 | 3.194 | 3.309 | 3.392 | -    | -    | -    | -    | -    |

El primer cens és del 1981 després de la desagregació de Tortosa.

## Política

### Eleccions Municipals
En les primeres eleccions municipals, el 1979, va ser elegit com a alcalde Primitivo Forastero primer com a independent i posteriorment, a partir del 1983, per CiU. Va combatre a la División Azul a la II Guerra Mundial i el 1977 és va presentar com a candidat al Senat pel falangista Círculos de José Antonio. Va ser alcalde del 1979 al 2001, any en què va a ser inhabilitat per prevaricació.
Nombre de regidors per partit
| Junts | -      | -  | -  | -  | -  | -  | -  | -  | -  | -  | 3  | 4  |
| PSC | -      | 1  | -  | 1  | -  | -  | 2  | 5  | 6  | 3  | -  | 5  |
| PP | -      | -  | 3  | 1  | 3  | 2  | -  | -  | 1  | -  | -  | -  |
| ERC | -      | -  | -  | -  | -  | -  | 3  | 2  | 2  | 5  | 5  | 2  |
| CDS | -      | -  | -  | 1  | -  | -  | -  | -  | -  | -  | -  | -  |
| CiU | -      | 7  | 8  | 8  | 8  | 7  | 6  | 4  | 2  | 3  | -  | -  |
| Altres | 7a; 4b | 3c | -  | -  | -  | 2d | -  | -  | -  | -  | 3e | -  |
| Total | 11     | 11 | 11 | 11 | 11 | 11 | 11 | 11 | 11 | 11 | 11 | 11 |
| a AE Independents Camarlencs - Lligallens; b AE Unión de Independientes; c Independents Democràtics Camarles - Lligallos; d Força Independent de Camarles - FIC; e VP - FIC |        |    |    |    |    |    |    |    |    |    |    |    |

## Economia
L'economia està basada en l'agricultura i la indústria. Predomina el cultiu de l'arròs, hortalisses i fruites (cítrics). Al secà, es conrea garrofes, ametlles i oliveres. El municipi disposa del polígon industrial Venta Nova que, des del 1992 acull la metal·lúrgica, materials i construcció, i també la fabricació de tubs amb fibra de vidre.

## Comunicacions
La carretera N-340 comunica el poble amb la C-42 (de l'Aldea a Tortosa), i amb l'Ampolla, on està la sortida més pròxima de l'autopista AP-7 (sortida 39A).
També s'hi pot arribar en tren des de Barcelona o València.

## Patrimoni arquitectònic
- Torre de Camarles: Durant més de 800 anys, la presència musulmana va deixar una empremta a nivell cultural considerable al territori. Un exemple és la Torre de Camarles (coneguda pels locals com "la Torra") construïda sobre una antiga alqueria islàmica fortificada, de tipus defensiu. Aquest enclavament militar formava part, entre d'altres, de l'alineació de fortificacions que recorrien l'antiga costa marítima per defensar-se del perill dels pirates i malfactors. Des de dalt de la Torre, es pot apreciar una vista panoràmica immillorable de tota la part nord del Delta. D'aquí que hom denomini Camarles com a Balcó del Delta[cal citació].
- Torre de la Granadella: Torre i església donades juntament amb els terrenys, pel comte de Barcelona, Ramon Berenguer IV al Bisbe Gaufret d'Avinyó, el 22 de gener de 1154. D'estil romànic, consta de torre quadrada amb l'església adossada, el claustre i la cripta subterrània de la família del marquès Don Diego de León. En l'actualitat, l'ermita és propietat privada.

## Llocs d'interès
- "La Torra" Centre d'interpretació de l'arròs:[9] ubicat a l'antiga cooperativa de la població, s'hi pot apreciar com es treballava l'arròs en un passat no gaire llunyà. L'exposició mostra la maquinària i els diferents estris que s'utilitzaven.
- La Font dels Colors, o Font de la Rambla Catalunya, recentment remodelada amb la tècnica del trencadís, ofereix una imatge fresca i simpàtica durant el dia, i plena de llums de colors durant les nits.
- Plaça dels Presidents: El 28 de juliol de 2000 es construí la plaça dels Presidents de la Generalitat, amb un monòlit emblemàtic on consten el nom de tots els presidents de la Generalitat de Catalunya esculpits a la pedra. Disposa també d'una zona d'esbarjo i d'un passeig, on es pot gaudir de les vistes de la zona nova del municipi.
- Lligallos: Al costat mateix de Camarles, està els Lligallos, un barri d'aproximadament 1000 persones. Hi destaca el monument de la falç i la corbella, un homenatge als treballadors del arròs de les Terres de l'Ebre, fet d'acer en el seu conjunt. A l'entrada del nucli, hi dona benvinguda la Sínia, molt típica també al territori, i indispensable temps enrere; les sínies eren un sistema antic d'abastiment d'aigua, format per una roda amb catúfols, generalment de ceràmica, que tenien la funció d'agafar l'aigua del pou, i que amb un moviment circular, passava el líquid a una plataforma que, des d'allí, regava la terra.